# ایزابل دمونگئوت
 ایزابل دمونگئوت (فرانسوی: Isabelle Demongeot‎؛ زاده ۱۸ سپتامبر ۱۹۶۶) یک تنیس‌باز اهل فرانسه است.